# آقا و خانم بریج
آقا و خانم بریج (به انگلیسی: Mr. and Mrs. Bridge) نام فیلمی است که در سال ۱۹۹۰ به کارگردانی جیمز آیوری و بر پایهٔ کتابی با همین نام از ایوان اس. کانل ساخته شد. جوآن وودوارد موفق شد برای بازی در این فیلم در رشتهٔ بهترین بازیگر نقش اول زن نامزد دریافتِ جایزه اسکار شود.